# Amarillo (Uruguay)
Amarillo ist eine Ortschaft in Uruguay.

## Geographie
Sie befindet sich im Sektor 6 des Departamento Rivera. Dort liegt sie südöstlich von Cerro Pelado, südwestlich von Lapuente und westlich des Ortes Moirones in der Cuchilla del Amarillo.

## Einwohner
Amarillo hatte bei der Volkszählung im Jahr 2011 20 Einwohner, davon zwölf männliche und acht weibliche (Stand: 2011).
| Jahr | Einwohner |
| ---- | --------- |
| 1996 | -         |
| 2004 | 30        |
| 2011 | 20        |

Quelle: Instituto Nacional de Estadística de Uruguay